# Fond du Lac (Wisconsin)
Fond du Lac is een plaats (city) in de Amerikaanse staat Wisconsin, en valt bestuurlijk gezien onder Fond du Lac County.

## Demografie
Bij de volkstelling in 2000 werd het aantal inwoners vastgesteld op 42.203. In 2006 is het aantal inwoners door het United States Census Bureau geschat op 42.341, een stijging van 138 (0,3%).

## Geografie
Volgens het United States Census Bureau beslaat de plaats een oppervlakte van 47,1 km², waarvan 43,7 km² land en 3,4 km² water. Fond du Lac ligt op ongeveer 232 m boven zeeniveau.

## Plaatsen in de nabije omgeving
De onderstaande figuur toont nabijgelegen plaatsen in een straal van 20 km rond Fond du Lac.

## Geboren in Fond du Lac
- James Megellas (1917-2020), militair
- King Camp Gillette (1855-1932), uitvinder